# Оклан (село)
Оклан  (рос. Оклан) — село у Пенжинському районі Камчатського краю Російської Федерації.
Населення становить 46 осіб. Входить до складу муніципального утворення міжпоселеннєва територія.

## Історія
До 1 червня 2007 року у складі Коряцького автономного округу Камчатської області, відтак у складі Камчатського краю. Згідно із законом від 2 грудня 2004 року органом місцевого самоврядування є міжпоселеннєва територія.

## Населення
| 1997 | 2002 | 2003 | 2009 | 2010 | 2013 | 2014 |
| ---- | ---- | ---- | ---- | ---- | ---- | ---- |
| 175  | ↘103 | →103 | ↘67  | ↘46  | ↗47  | ↘46  |